# Indirizzo email temporaneo
Un indirizzo email temporaneo, anche noto come EUG - Email Usa e Getta,  è un sistema che permette di creare un indirizzo email ad uso anonimo o di durata limitata.
Gli scopi dell'utilizzo di questo tipo di indirizzo email sono quelli di evitare la dispersione dei propri dati, mantenere un certo livello di anonimato ed evitare di ricevere email spam indesiderate (ad esempio l'E-mailing), ad esempio, nelle situazioni in cui bisogna registrarsi a siti web senza appunto voler usare il proprio indirizzo di posta elettronica.
È possibile creare un'Email Usa e Getta, semplicemente usando dei dati anonimi o fittizi quando si registra una nuova email presso un qualsiasi fornitore di email pubbtlook  (es. Gmail, Outlook etc...): questo caso è consigliato quando si vuole mantenere un certo livello di anonimato e allo stesso tempo mantenere l'indirizzo email per un tempo indeterminato, ad esempio per registrarsi ed utilizzare diversi servizi online o applicazioni.
Oppure, si possono utilizzare appositi provider che offrono anche un servizio di natura temporale variabile, come ad esempio pochi minuti o settimane, oltre il quale l'indirizzo email viene automaticamente eliminata.